# 민덴 전투
민덴 전투는 7년 전쟁의 전투 중 하나로 이 전투에서 페르디난트 공작 이 지휘하는 프로이센-하노버-영국 연합군은 콩타느 후작(Marquis de Contades)이 지휘하는 프랑스군과 1759년 8월 1일 교전을 벌여 격파하였다.

## 전투
당시의 전투관례에 따라 의례적으로 콩타느는 오직 보병대의 양측면에 위치한 기병대를 보호하기 위해 포병대를 중앙에 배치하였다. 
전투는 프랑스군의 우익에서 예비대를 지휘하던 드 브로이(de Broglie) 원수가 동맹군의 좌익에 포격을 가하면서 시작되었다. 중앙에서는 명령을 잘못 이해한 영국 보병 여단이 하노버 근위대의 지원을 받아서 프랑스 기병대를 공격하기 위해 진군하였다. 프랑스군의 사격과 산탄포격에 많은 피해를 입으면서도, 이들은 프랑스군의 기병 돌격을 머스킷 사격으로 격퇴시켰으며, 프랑스 기병대에 심각한 피해를 입혔다. 
영국과 하노버의 숙련된 포병대의 지원을 받아, 동맹군의 전군은 서서히 프랑스군을 압박해가기 시작했고, 결국 전장에서 패주시키는 데 성공하였다. 오직 후방을 담당한 드 브로이 휘하의 프랑스 부대만이 연합군의 공격에 어느 정도 저항할 수 있었다.

## 영향
페르디난트 공작의 병력은 2,800명의 사상자를 입었으나 프랑스는 10,000명에서 11,000명에 달하는 병력을 잃었다.
페르디난트의 기병 사령관 조지 사크빌(George Sackville) 경은 후퇴명령을 무시하며 군사를 뒤로 물리지 않았고, 너무 늦게까지 적에 대한 돌격을 감행해 완전 승리를 얻지 못하게 한 것에 대해 문책을 당했다. 명예를 회복하기 위해 조지는 군사법정에 이 문제를 제소했다. 그러나 조지에게 불리한 증거들이 상당히 많았고, 결국 군사법정은 조지에게 "국왕폐하를 위하여 무엇이든 할 수 있을 때까지 군에 복무하라"는 판결을 내렸다. 사크빌은 후에 조지 저메인(George Germain) 경이라는 이름으로 다시 나타나 미국 독립전쟁을 불러일으켰다는 비난을 받게 된다.
라파예트 장군의 아버지는 이 전투에서 전사했다. 콩타느 원수는 패배의 책임을 지고, 물러났으며 그 후임 사령관에 브로이 공작이 맡게 되었다.

## 영국 군대의 전통에 남아있는 민덴
민덴 전투에 참전한 영국의 연대를 살펴보면
- 12 보병연대(12th of Foot. 서포크 연대Suffolk Regiment)
- 20 보병연대(20th Foot. 랭카셔 퓨질리어Lancashire Fusiliers)
- 23 보병연대(23rd of Foot. 로얄 웰치 퓨질리어Royal Welch Fusiliers)
- 25 보병연대(25th of Foot, 국왕의 스코틀랜드 수비대King's Own Scottish Borderers)
- 37 보병연대(37th of Foot. 로열 햄프셔 연대Royal Hampshire Regiment)
- 51 보병연대(51st Foot 국왕의 요크셔 경보병대King's Own Yorkshire Light Infantry)

이들 부대의 후예들은 여전히 "민덴 연대들(the Minden Regiments)"이라는 이름으로 알려져 있다.
영국 보병들이 이 전투에서 처음 전장에 나섰을 때 독일 정원을 지나치면서 병사들은 장미를 꺾어 이것을 자신들의 코트에 꽂았다고 한다. 이를 기억하기 위해 각 민덴 연대들은 8월 1일을 민덴의 날(Minden Day)로 기념한다고 한다. 이날 각 부대의 모든 사병들은 그들의 모자에 장미를 끼워놓는다고 한다. 경보병대는 요크셔 백장미를 모자에 끼워놓는다고 한다.
이러한 전통으로부터 싸움에 임하는 요크셔인들의 영웅적인 모습을 기리기 위해 8월 1일은 요크셔의 날(Yorkshire Day)로 제정되었다.

## 비밀스런 장미
1967년부터 매년 8월 1일 시카고에 있는 영국 총영사관에 이름을 밝히지 않는 사람으로부터 6송이의 붉은 장미가 배달된다고 한다. 오직 2001년과 2002년에만 장미가 배달되지 않았다. 장미와 더불어 6 연대의 이름이 나열된 노트가 같이 배달되는 데 다음과 같이 기록되어 있다. "그들은 전장에서 장미 정원을 넘어서 진군하였고, 장미를 그들의 삼각모자와 척탄병의 모자에 잉글랜드의 상징으로 장식하였다. 이들 연대는 오늘날에도 민덴의 날을 기념하고 있으며, 용감한 그들의 선조를 기념하는 이 날마다 그들의 모자를 장미로 장식합니다."(They advanced through rose gardens to the battleground and decorated their tricorne hats and grenadier caps with the emblem of England. These regiments celebrate Minden Day still, and all wear roses in their caps on this anniversary in memory of their ancestors.)라는 내용이 적혀있다. 영사관은 장미와 편지를 보내는 사람에게 개인적인 감사를 표하기 위해 누가 장미와 편지를 보내고 있는지 알아보려 하고 있으나, 여전히 장미의 기증자는 누구인지 밝혀지지 않고 있다.

## 같이 보기
- 그랜비 후작 존 매너스
- 그랜빌 엘리어트